# Kitty Kino
Kitty Kino (eigentlich Kitty Judit Gschöpf; * 10. Juni 1948 in Wien) ist Regisseurin, Drehbuchautorin, Autorin und Fotografin.

## Leben
Kitty Gschöpf, in Döbling als großbürgerliche Tochter geboren, begann sich mit 14 Jahren für Physik/Atomphysik zu interessieren und wollte das später auch studieren, sodass sie – als eines von 10 Mädchen unter 1500 Buben – das Technologische Gewerbemuseum (TGM) in Wien besuchte. Später sollte sie die Fabrik ihres Großvaters auf dem Land übernehmen, zerstritt sich aber mit ihm, sodass sie von dort nach zwei Jahren wieder nach Wien ging. 1967 maturierte sie in der Abteilung für Elektrotechnik mit gutem Erfolg und arbeitete anschließend für zwei Jahre als Elektrotechnikerin.
1969 hatte Kitty Gschöpf ihre erste Filmrolle in Grimms Märchen von lüsternen Pärchen, worin sie noch unter ihrem richtigen Namen mitspielte. In dieser Zeit der 1960er- und 1970er-Jahre war „Wien […] damals grau und sehr konservativ. Lässige Lokale für Jugendliche waren an einer Hand abzuzählen“. Eines davon und das damals bekannteste sei das „Voom Voom“ gewesen, wo Kitty Gschöpf den Journalisten und Drehbuchautor Peter Hajek getroffen hatte. Dieser erzählte ihr von einem Filmprojekt des renommierten Regisseurs und Produzenten Rolf Thiele, der, „wie es sich für die ausgehenden Sechziger, beginnenden Siebziger gehörte, so genannte erotische Komödien“ zu drehen plante. Um in seinem „Sexfilmchen“ Komm nach Wien, ich zeig dir was! (1970) mitspielen zu können, musste Kitty, weil noch nicht volljährig, ihre Mutter um deren Erlaubnis fragen, wozu diese lapidar gemeint habe: „Naja, EIN Skandal hat noch  niemandem geschadet.“ Zu dieser Produktion legte sie sich nun auch ihren Künstlernamen Kitty Kino zu, einerseits weil „die Leute immer Probleme […] mit dem Buchstabieren“ ihres Namens hatten und „das […] mir immer schon arg auf die Nerven gegangen [sei]“, andererseits „hab ich [dann] gefunden, dass ich einen Künstlernamen brauch; ein Sexfilm-Starlet, das Gschöpf heißt, das geht einfach net.“ Durch lange Gespräche über Philosophie und das Filmemachen mit Rolf Thiele wurde dann auch ihre Liebe zum Medium Film geweckt, jedoch für die Arbeit hinter der Kamera, sodass sie an die Filmakademie zum Studieren wollte:

„Und auch den Weg dorthin beschritt Kitty wiederum unkonventionell. Über das besagte Wumm-Wumm gelangte sie zum legendären Stammtisch von Ernst Haeussermann, damals Direktor vom Theater in der Josefstadt und Leiter der Filmakademie war im Bauer-Grünwald. Dort thronte die schmächtige und dennoch übermächtige Gestalt mit Pfeife und seinen Jüngern, neben sich ein Tischchen mit schwarzem Telefon. ‚So, so, Sie wollen also Film studieren. Sehr gute Idee. Kommen S’ morgen in mein Büro.‘ Kitty tat, wie geheißen. Er meinte: ‚Sie wollen das also wirklich? Fein, fein. Aber wie machen wir das? Wir sind mitten im Semester.‘ Und Kitty meinte: ‚Vielleicht als Gasthörerin?‘ / Gesagt getan. Ein halbes Jahr später folgte die reguläre Aufnahmeprüfung.“

1970 begann sie an der Filmakademie zu studieren (Philosophie als Kunst, Kurzfilm in schwarz-weiß, 1971/72) und schloss mit Diplom im Hauptfach Regie (1975) und im Hauptfach Schnitt (1976 mit dem Film Rübezahl) ab. Von 1976 bis 1980 (oder 1977 bis 1981) war sie als freie Mitarbeiterin des Österreichischen Rundfunks (ORF) tätig. Nach Eigenaussage fiel sie dort einer „klassischen Intrige […] zum Opfer“, was für sie der Punkt gewesen sei, sich dem Kino hinzuwenden.
Ihre Spielfilme Karambolage (1983) „über eine Frau, die sich in der Männerdomäne des Billardspiels behauptet“ (Anna Gadzinski, 2015), wurden bei der Berlinale 1983 und Die Nachtmeerfahrt (1985), als „Antizipation der Genderdebatte über ein Modell, dem über Nacht ein Bart wächst“ (Anna Gadzinski, 2015), bei der Berlinale 1986 uraufgeführt. Diese beiden „Frauenfilme“ gelangten in der Folge über die deutschsprachigen Programmkinos hinaus auf Festivals in Europa, in den USA und in Japan.
Karambolage, mit Produktionskosten von neun Millionen Schilling bzw. 1,3 Millionen DM, hatte nach Kitty Kino nach Eigendarstellung (1983) „eine Menge autobiographische Dinge von mir da eingebaut, aber sie sind natürlich eher stark verdichtet und leicht umgeändert“:

„Von meiner damaligen Zeit kam das übrigens mit dem Billardspielen. Damals, zu meiner Jugend, durften die Frauen in den Kaffehäusern tatsächlich nicht Billard spielen. Das war schon eine komische Situation. Ich hab in der Schule gefeilt und gehobelt, hab gerechnet und die Baupläne für ganze Kraftwerke gezeichnet – und nachher in der Mittagspause durfte ich im Kaffeehaus nicht Billard spielen, dabei wollte ich doch unbedingt lernen.“

Ab 1987 war Kitty Kino zusätzlich in freien Theaterszene in Wien aktiv, unter anderem im Theater im Künstlerhaus und im Theater Brett. Als erste Frau war sie 1992/1993 mit Regie und Drehbuch an zwei Folgen der Fernsehkrimiserie Eurocops beteiligt.
Kitty Kinos Fernsehfilm Aktion C+M+B, eine Co-Produktion von ORF und SF DRS und hergestellt von der Thalia-Film, hatte seine Erstausstrahlung am 4. Jänner 2000 im ORF und wird seither regelmäßig rund um Heilige Drei Könige am 6. Jänner wieder gesendet. Der Film, der sich an die Sternsingeraktion des Hilfswerk der Katholischen Jungschar anlehnt, „erzählt auf humorvolle und satirische Weise vom Einfallsreichtum einer jungen Familie, die versucht, ihre finanziellen Probleme auf sehr ungewöhnliche Art zu lösen.“ Doch obwohl der Film „extrem gesellschaftskritisch und zugleich jenseits von Schwarz-Weiß-Malerei“ ist, hat „diese Differenzierung […] die Katholische Kirche nicht davon abgehalten, eine Empfehlung für ein Verbot von ‚Aktion C+M+B‘ abzugeben. Andere könnten diesem schlechten Beispiel folgen, war die offizielle Begründung. Wahrscheinlich waren es aber eher die kritischen Dialoge, die der Amtskirche aufgestoßen haben.“

## Filmografie
als Schauspielerin:
- 1969: Grimms Märchen von lüsternen Pärchen (als Kitty Gschöpf)[12]
- 1970: Komm nach Wien, ich zeig dir was! (als Kitty Kino)[12]

Regie/Buch/Schnitt/Produktion:
- 1975: Wenn ma tot san, san ma tot, Regie/Buch
- 1978: Rübezahl, Regie/Buch (als Kitty Gschöpf)[12]
- 1983: Karambolage, Regie/Buch
- 1985: Die Nachtmeerfahrt, Regie/Buch
- 1989: Wahre Liebe, Regie/Buch
- 1992–1993: Eurocops (Fernsehserie), 2 Folgen Regie, 1 Folge Drehbuch
- 1996: Das Geständnis, TV, Regie
- 1999: Aktion C+M+B (The Three Sly Men, Collecte de l’épiphanie), Regie/Buch
- 2006: Keyserling – Wissen & Sinn (Persönlichkeitsportrait, nanook-film/3sat), Konzept/Gestaltung/Schnitt
  - basierend auf 1972: Philosophie als Kunst. (Kurzfilm SW, 1971, Produktion an der Hochschule für Musik und darstellende Kunst, Abteilung für Film und Fernsehen, Wien.)[13]

## Auszeichnung
- 2009: Goldenes Verdienstzeichen des Landes Wien[3]

## Veröffentlichungen
- Lara und die Insider. Jugendroman. G&G Kinderbuchverlag, Wien 2008, ISBN 978-3-7074-1065-5.
- KITTY KINO VIENNA. Fotobuch (deutsch/englisch). Edition Lammerhuber, Baden bei Wien 2014, ISBN 978-3-901753-77-0.[14][15]
- Günter Pscheider: Was wurde eigentlich aus …? Der österreichisches Film – November 2019, Interview. In: ray Filmmagazin: Österreichische Filmkarrieren, 10/2019 (Volltext Online).
- Die kleinste Berührung. Roman. Edition Keiper, Graz 2019, ISBN 978-3-903144-89-7.[16]